# Samadhi Zendejas
Samadhi Zendejas (Ciudad de México, 27 de diciembre de 1994), es una actriz de televisión mexicana. Se dio a destacar a nivel internacional al interpretar a Jenni Rivera en su etapa de adolescente en la telenovela de Telemundo, Mariposa de barrio. Posteriormente participó en Enemigo íntimo donde interpretó a Mamba, personaje con el cual se destacó a nivel actoral.

## Vida personal
Samadhi Zendejas es hermana de Adriano y Dassana Zendejas, con Adriano tiene una clínica de belleza.

## Filmografía

### Películas
| Año  | Título                         | Rol   | Notas        |
| ---- | ------------------------------ | ----- | ------------ |
| 2015 | Randy Nota Loca: Rosas y vinos | Mujer | Cortometraje |

### Televisión
| Año       | Título                      | Rol                          | Notas                                                  |
| --------- | --------------------------- | ---------------------------- | ------------------------------------------------------ |
| 2009      | Atrévete a soñar            | Amaya                        | 243 episodios, Personaje Secundario                    |
| 2010      | Gritos de muerte y libertad | Matilde                      | Episodio: «El primer sueño: 1808»                      |
| 2010      | Mujeres asesinas            | Lorena                       | Episodio: «Marta, manipuladora»                        |
| 2010–2011 | La rosa de Guadalupe        | Lili                         | Episodio: «Recobrar la confianza»                      |
| 2010–2011 | La rosa de Guadalupe        | Miriam                       | Episodio: «Plan maestro para hijos en vacaciones»      |
| 2010–2011 | La rosa de Guadalupe        | Imelda                       | Episodio: «La trampa»                                  |
| 2011–2012 | Esperanza del corazón       | Abril Figueroa Duprís        | 145 episodios                                          |
| 2011–2016 | Como dice el dicho          | Varios roles                 | 7 episodios                                            |
| 2015      | La sombra del pasado        | Rol desconocido              | 3 episodios                                            |
| 2016      | Un camino hacia el destino  | Nadia                        | 24 episodios                                           |
| 2017      | Mariposa de barrio          | Jenni Rivera (13-25 años)    | 34 episodios, Personaje Principal                      |
| 2017      | Milagros de Navidad         | Candelaria Cruz              | Episodio: «La pesadilla de Candelaria»                 |
| 2018      | Enemigo íntimo              | María Antonia Reyes "Mamba"  | 38 episodios                                           |
| 2018-2021 | Falsa identidad             | Circe Gaona                  | 169 episodios, Villana Principal                       |
| 2019      | Rosario Tijeras             | Géminis                      | Principal, 70 capítulos, villana principal 3 temporada |
| 2022-2023 | La mujer del diablo         | Candelaria "Candela" Mendoza | 26 episodios                                           |
| 2023      | Vuelve a mí                 | Nuria García                 | Protagonista                                           |